# Andrena caprimulga
Andrena caprimulga är en biart som beskrevs av Warncke 1975. Andrena caprimulga ingår i släktet sandbin, och familjen grävbin. Inga underarter finns listade i Catalogue of Life.